# Гаврилов, Тимофей Кузьмич
Тимофей Кузьмич Гаврилов (20 июля 1910, Псковская губерния — 30 декабря 1948, Молодечненский район, Молодечненская область) — советский военный лётчик. Участник Великой Отечественной войны. Герой Советского Союза (1944). Майор.

## Биография
Тимофей Кузьмич Гаврилов родился 7 (20) июля 1910 года в Псковской губернии Российской империи по одним данным в деревне Малые Шемилицы, по другим данным в деревне Шемерицы в крестьянской семье. Русский. После окончания 7 классов школы жил и работал в городе Остров (ныне Псковской области). С 1931 по 1933 годы Т. К. Гаврилов проходил срочную службу в Красной Армии, во время которой окончил школу Военно-воздушных сил Ленинградского военного округа. После службы в армии по комсомольской путёвке был направлен в школу лётчиков гражданского воздушного флота. По окончании обучения в 1935 году Тимофей Кузьмич был распределён в Душанбе и до начала войны работал в Таджикском управлении гражданского воздушного флота СССР. В 1939 году окончил курсы высшей лётной подготовки.
В сентябре 1941 года Т. К. Гаврилов был мобилизован в качестве гражданского специалиста и в составе особой Прибалтийской авиационной группы участвовал в снабжении войск Северо-Западного, Западного, Волховского и Ленинградского фронтов, блокадного Ленинграда, а также партизанского соединения А. Н. Сабурова. В ряды Рабоче-крестьянской Красной Армии лейтенант Т. К. Гаврилов был призван в мае 1942 года и назначен командиром корабля 103-го транспортного авиационного полка 1-й транспортной авиационной дивизии с базированием на аэродроме Хвойная. За время войны сражался на самолётах У-2, Р-5, ПС-9 и Ли-2. В марте — июне 1942 года Тимофей Кузьмич продолжал участвовать в снабжении блокадного Ленинграда, окружённой под Новой Керестью 2-й ударной армии, нанесении бомбовых ударов по переднему краю обороны противника и его тылам в районе Брянска, Орла, Вязьмы, Болхова, Мги, Новозыбкова и Карачева, высадке и снабжении десантов в тылу врага. 28 июля 1942 года дивизия, в которой служил лейтенант Т. К. Гаврилов, была преобразована в 1-ю авиационную дивизию дальнего действия, а 103-й транспортный полк — в 103-й авиационный полк дальнего действия. 18 августа 1942 года полк убыл под Сталинград, где принимал участие в Сталинградской битве. За отличие в боях под Сталинградом 26 марта 1943 года 103-й авиационный полк дальнего действия был преобразован в 12-й гвардейский, а Тимофей Кузьмич получил звание старшего лейтенанта. 13 мая 1943 года полк вошёл в состав 8-й гвардейской авиационной дивизии дальнего действия. Летом 1943 года Т. К. Гаврилов участвовал в Курской битве. В августе 1943 года он был произведён в капитаны и переведен на должность командира 2-й эскадрильи 102-го авиационного полка 1-й авиационной дивизии 7-го авиационного корпуса авиации дальнего действия. В качестве командира эскадрильи Тимофей Кузьмич в сентябре 1943 года участвовал в Брянской операции, снабжении партизанского соединения Сабурова, высадке десанта у Каневского леса под Киевом.
К ноябрю 1943 года капитан Т. К. Гаврилов совершил 359 успешных боевых вылетов по снабжению войск Красной Армии, партизанских соединений, блокадного Ленинграда, бомбардировку переднего края обороны противника и его тылов, высадку десантов, из них 44 вылета было произведено ночью с посадкой в тылу врага. В качестве командира эскадрильи Тимофей Кузьмич подготовил к боевой работе 20 лётчиков-новичков. В январе 1944 года капитан Т. К. Гаврилов на Ленинградском фронте участвовал в разгроме немецкой группы армий «Север» под Ленинградом и Новгородом (Ленинградско-Новгородская операция), окончательном снятии блокады Ленинграда. В феврале 1944 года Тимофей Кузьмич участвовал в налётах на юго-западные районы Финляндии с целью уничтожения военной и промышленной инфраструктуры противника.
13 марта 1944 года за образцовое выполнение заданий командования и проявленные при этом отвагу и геройство капитану Гаврилову Тимофею Кузьмичу указом Президиума Верховного Совета СССР было присвоено звание Героя Советского Союза.

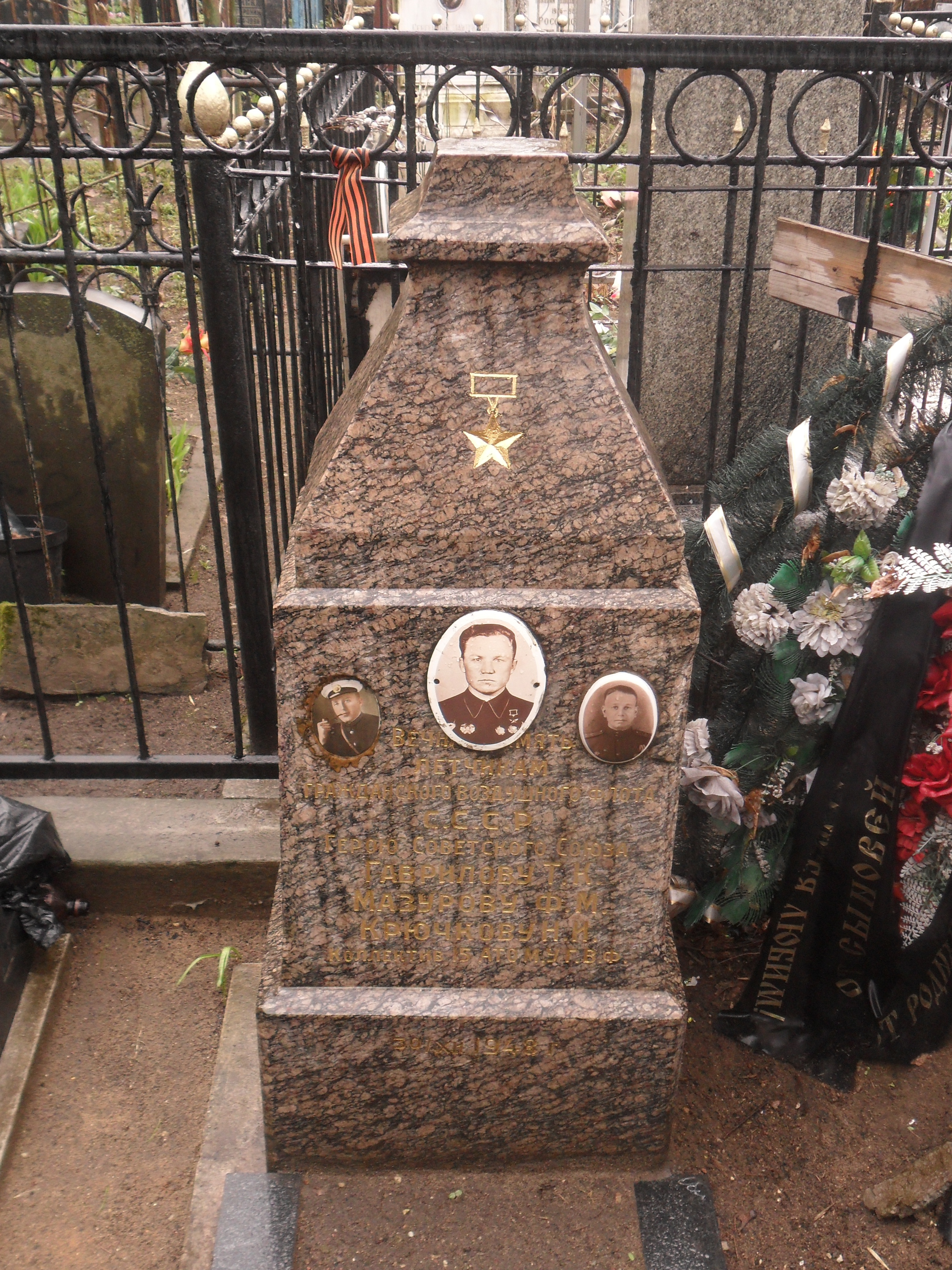
Могила Гаврилова на Ваганьковском кладбище Москвы.

В мае 1944 года Тимофей Кузьмич получил звание майора и был переведён в 334-й авиационный полк дальнего действия 1-й бомбардировочной авиационной дивизии 1-го авиационного корпуса авиации дальнего действия на должность заместителя командира полка. В его составе Тимофей Кузьмич участвовал в Белорусской и Прибалтийской стратегических операциях. 26 декабря 1944 года 334-й авиационный полк дальнего действия был преобразован в 334-й бомбардировочный авиационный полк в составе 1-й бомбардировочной авиационной дивизии 3-го гвардейского бомбардировочного авиационного корпуса и вошёл в недавно созданную из авиации дальнего действия 18-ю воздушную армию. В составе армии гвардии майор Т. К. Гаврилов участвовал в Висло-Одерской, Восточно-Прусской и Берлинской наступательных операциях, совершая бомбовые удары по переднему краю обороны противника и его военной инфраструктуре. За отличие в Берлинской операции полк, заместителем командира которого был Тимофей Кузьмич, получил почётное наименование «Берлинский».
После войны майор Т. К. Гаврилов продолжил службу в армии до 1946 года. После выхода в отставку он перешёл в гражданскую авиацию. Работал командиром корабля 15-го авиатранспортного отряда Московского управления транспортной авиации гражданского воздушного флота. 30 декабря 1948 года Тимофей Кузьмич Гаврилов погиб в катастрофе самолёта ТС-62 компании Аэрофлот под Минском (падение после взлёта по неустановленным причинам). Похоронен на Ваганьковском кладбище (20 уч.).

## Награды
- Медаль «Золотая Звезда» (13.03.1944).
- Орден Ленина — дважды (18.08.1942; 13.03.1944).
- Орден Красного Знамени (31.12.1941).
- Орден Александра Невского.
- Медали, в том числе:

медаль «Партизану Отечественной войны 1 степени» (01.04.1944);
медаль «За оборону Ленинграда»;
медаль «За оборону Сталинграда» (22.12.1942);
медаль «За боевые заслуги» (03.11.1944).
- Именные золотые часы — дважды.

## Документы
- Общедоступный электронный банк документов «Подвиг Народа в Великой Отечественной войне 1941—1945 гг.» Архивировано 13 марта 2012 года. № в базе данных 12113344. Архивировано 26 мая 2012 года., 12076145. Архивировано 26 мая 2012 года., 150006560. Архивировано 26 мая 2012 года., 20320586. Архивировано 26 мая 2012 года., 43822127. Архивировано 26 мая 2012 года.